# Samen Welzijn
Samen Welzijn is een Nederlandse lokale politieke partij uit de Noord-Brabantse gemeente Sint Anthonis. De partij werd opgericht in 1974. 
Bij de gemeenteraadsverkiezingen van 2006 behaalde de partij drie zetels in de gemeenteraad van Sint Anthonis; bij de gemeenteraadsverkiezingen van 2010 behaalde de partij er twee. Samen Welzijn profileert zich nadrukkelijk als een linkse politieke partij.